# Koberstädter Wald-Marathon
Der Koberstädter Wald-Marathon wird alljährlich am letzten Augustsonntag von der Sportgemeinschaft Egelsbach 1874 e. V. in Zusammenarbeit mit dem SV Erzhausen in der Nähe von Darmstadt ausgerichtet. Der Name leitet sich vom archäologischen Fundort Koberstadt ab, nach dem der Wald benannt ist, der sich von Egelsbach bis Darmstadt-Kranichstein erstreckt. Der nach den üblichen Wettkampfregeln der IAAF durchgeführte Lauf fand erstmals 1978 statt. Neben der Marathondistanz wird auch ein Halbmarathon gelaufen, der traditionell den größten Teil der Läufer anzieht.
Der Marathon beginnt beim Egelsbacher Sportstadion. Nach der Überquerung der Bundesautobahn 661 führt die Rundstrecke auf leicht hügeligem Terrain ausschließlich durch Waldgebiet und ist dank breiter Wege angenehm zu laufen. Die Marathonläufer müssen den Kurs zweimal zurücklegen. Die Zeitnahme erfolgt mit dem ChampionChip-Verfahren. Sowohl beim Marathon als auch beim Halbmarathon findet eine Mannschaftswertung statt. Geld- oder Sachpreise werden nicht vergeben.
Die Teilnehmerzahl lag in den letzten Jahren durchweg bei mehr als 1500 Läuferinnen und Läufern. Beim Marathonlauf erreichen zwischen 100 und 200 Läufer das Ziel (z. B. 2007: 181, davon 161 Männer und 20 Frauen; 2006: 173, davon 147 Männer und 26 Frauen; 1993: 115; 1992: 100; 1991: 111).
Die Streckenrekorde stehen bei 2:30:48 Stunden (Männer, 1985) und 2:59:15 Stunden (Frauen, 1988).